# Cec Linder
Cecil Yekuthial Linder, detto Cec (Radziechowy-Wieprz, 10 marzo 1921 – Toronto, 10 aprile 1992), è stato un attore canadese, attivo sia in campo cinematografico che televisivo e noto per aver interpretato il personaggio della serie di James Bond Felix Leiter nel film Agente 007 - Missione Goldfinger (1964).

## Biografia
Nato a Radziechowy-Wieprz, in Polonia, crebbe a Timmins, nell'Ontario. Nei primi anni della sua carriera lavorò come annunciatore per la stazione radiofonica canadese "CKGB-FM". Iniziò a lavorare nel campo televisivo nella miniserie TV Quatermass and the Pit, dove interpretò il ruolo del paleontologo Matthew Roney.
Recitò poi in diverse serie televisive come Alfred Hitchcock presenta, I rangers della foresta, Ironside e Gli infallibili tre. Il suo ruolo più noto a livello cinematografico è quello dell'agente della CIA Felix Leiter nel film Agente 007 - Missione Goldfinger, terza pellicola della serie cinematografica dedicata a James Bond.
Morì il 10 aprile 1992 all'età di 71 anni, a causa di un enfisema.

## Filmografia parziale

### Cinema
- Dramma nello specchio (Crack in the Mirror), regia di Richard Fleischer (1960)
- Lolita, regia di Stanley Kubrick (1962)
- Agente 007 - Missione Goldfinger (Goldfinger), regia di Guy Hamilton (1964)
- Tecnica di un omicidio, regia di Franco Prosperi (1966)
- Sole rosso sul Bosforo (Innocent Bystanders), regia di Peter Collinson (1972)
- Si può essere più bastardi dell'ispettore Cliff?, regia di Massimo Dallamano (1973)
- L'assassino della domenica (Tomorrow Never Comes), regia di Peter Collinson (1978)
- Truck Drivers (High-Ballin'), regia di Peter Carter (1978)
- Città in fiamme (City on Fire), regia di Alvin Rakoff (1979)
- Marito in prova (Lost and Found), regia di Melvin Frank (1979)
- Ultimo rifugio: Antartide (Fukkatsu no hi), regia di Kinji Fukasaku (1980)
- Atlantic City, U.S.A. (Atlantic City), regia di Louis Malle (1980)
- Scratch Dance (Heavenly Bodies), regia di Lawrence Dane (1984)

### Televisione
- The Kaiser Aluminum Hour – serie TV, episodio 1x24 (1957)
- I rangers della foresta (The Forest Rangers) – serie TV, episodi 1x21-1x27-3x12 (1963-1965)
- I gialli di Edgar Wallace (The Edgar Wallace Mystery Theatre) – serie TV, episodio 5x05 (1964)
- I giorni di Bryan (Run for Your Life) – serie TV, episodio 3x20 (1968)
- Gloria Vanderbilt (Little Gloria... Happy at Last), regia di Waris Hussein – film TV (1982)

## Doppiatori italiani
Nelle versioni in italiano delle opere in cui ha recitato, Cec Linder è stato doppiato da:
- Renato Turi in Agente 007 - Missione Goldfinger
- Gualtiero De Angelis in Tecnica di un omicidio
- Ettore Conti in Ultimo rifugio: Antartide
- Valerio Ruggeri in Gloria Vanderbilt